# Servio Cornelio Léntulo
Servio Cornelio Léntulo (en latín, Servius Cornelius Lentulus) fue cónsul en el año 303 a. C.
Léntulo era el cognomen de una de las más altivas familias patricias de la Gens Cornelia. Cuando encontramos plebeyos que llevaban ese nombre, no cabe duda de que eran descendientes de los libertos.